# Mirabueno
Mirabueno è un comune spagnolo di 83 abitanti (2022) situato nella comunità autonoma di Castiglia-La Mancia.